# 撕裂玉山竹
撕裂玉山竹（学名：Yushania lacers）为禾本科玉山竹属下的一个种。

## 扩展阅读
- 維基物種上的相關：撕裂玉山竹